# Willersdorf (Hallerndorf)

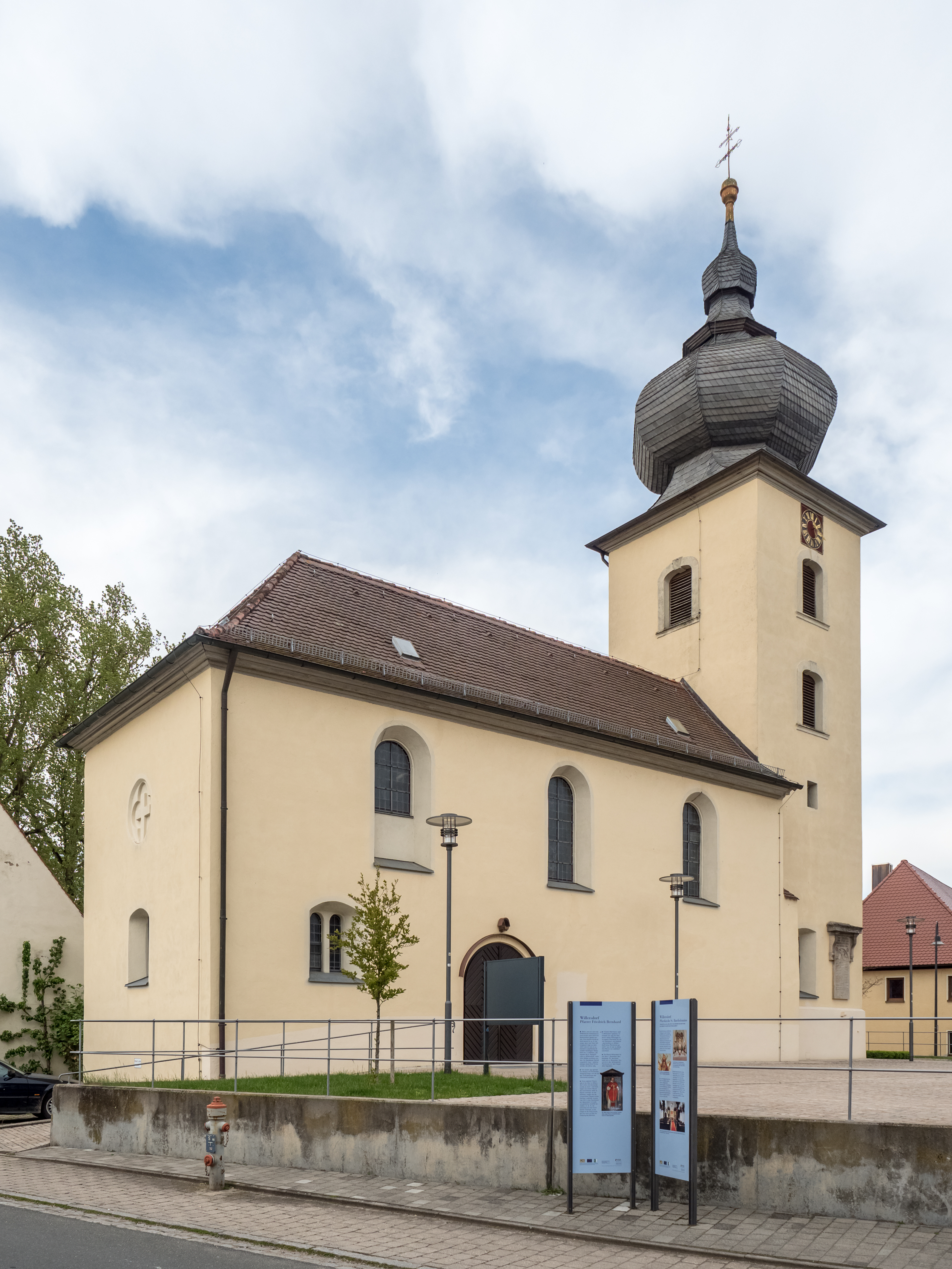
Willersdorf St. Bartolomäus (Außenansicht)

Willersdorf ist ein Gemeindeteil der Gemeinde Hallerndorf im Landkreis Forchheim (Oberfranken, Bayern).

## Geographie
Das Pfarrdorf liegt am Unterlauf der Aisch, 7 km östlich von Adelsdorf und 15 km nordwestlich von Forchheim. Rund um den Ort liegen mehrere Karpfenweiher. Am südöstlichen Ortsrand verläuft die Staatsstraße 2264 von Eggolsheim nach Adelsdorf.

## Geschichte
Willersdorf wurde 1362 zum ersten Mal erwähnt, jedoch wird eine frühere Besiedlung angenommen. Im Lauf der Geschichte gehörte der Ort mehreren Lehensherren, am meisten begütert war das Kloster Schlüsselau, das die meisten Häuser der unteren Dorfstraße besaß. Für 1450 ist eine Gemeindeordnung erwähnt. 1602 wurde Willersdorf zur Pfarrei erhoben. Im Dreißigjährigen Krieg wurde das Dorf mehrmals verwüstet. Vor der Gründung des Königreichs Bayern im Jahr 1802 gehörte der Ort zum Amt Schlüsselau des Hochstiftes Bamberg. Seit 1818 bildete Willersdorf eine Gemeinde mit dem Ort Haid. 1972 wurde sie im Rahmen der Gebietsreform in Bayern nach Hallerndorf eingemeindet.
Die Größe des Ortes hat sich von 1400 bis zum Beginn der Siedlungstätigkeit in der zweiten Hälfte des 20. Jahrhunderts kaum verändert. Von 1600 bis 1971 bestand eine eigene Schule.

## Vereine
- Fischereiverein Willersdorf
- Sportverein DJK Willersdorf
- Freiwillige Feuerwehr Willersdorf/Haid
- Gesangverein Willersdorf/Haid
- Stammtisch Aischgrundperle
- Verein Zufriedenheit

## Baudenkmäler

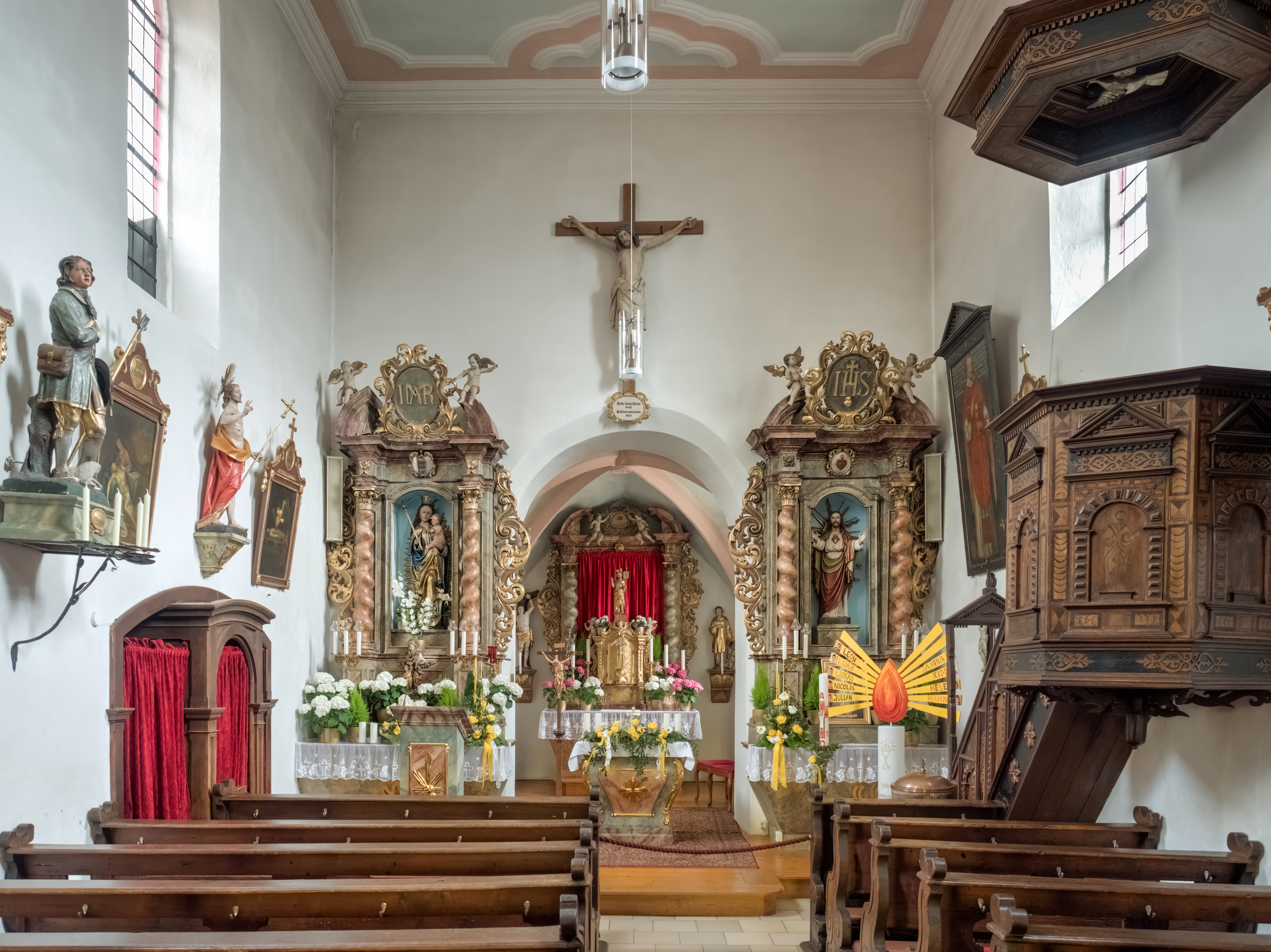
Willersdorf St. Bartolomäus (Innenansicht)

Die Pfarrkirche St. Bartholomäus ist bereits im Jahre 1362 belegt. Im Kern ist sie eine 1457 errichtete gotische Chorturmkirche mit barockem Langhaus. Sie steht am nördlichen Dorfrand und ist dem heiligen Bartholomäus geweiht. Ihre Orgel stammt von Josef Wiedemann (1864).